# شاهزاده ایران: ماسه‌های فراموش‌شده
شاهزاده ایران: ماسه‌های فراموش‌شده (به انگلیسی: Prince of Persia: The Forgotten Sands) به گروهی از بازی‌های ویدئویی، به سبک اکشن ماجراجویی، که در سال ۲۰۱۰ تولید شدند اطلاق می‌شود. این بازی‌ها توسط شرکت یوبی‌سافت ساخته و منتشر شد. هر نسخه از آن توسط توسط استدیوهای گوناگون شرکت یوبی‌سافت ساخته شد و نسخه اصلی شن‌های فراموش شده برای پلی‌استیشن ۳، ایکس‌باکس ۳۶۰ و مایکروسافت ویندوز توسعه یافت. نسخه‌های دیگر نیز برای نینتندو دی‌اس، پلی‌استیشن همراه، موبایل و مرورگرهای وب و یک نسخه هم برای کنسول Wii توسعه داده شد. داستان بازی دوباره به اتفاقات نسخهٔ شاهزاده ایران: ماسه‌های زمان برگشته است. ماسه‌های فراموش‌شده در کنار اکران عمومی فیلم سینمایی شاهزاده ایران: ماسه‌های زمان (فیلم)، عرضه شد.

## داستان
داستان این بازی پس از شن‌های زمان و پیش از جنگجوی درون اتفاق می‌افتد. پدر شاهزاده، شاه‌رامان او را به نزد پسر دیگرش ملیک (ملک)، می‌فرستد تا شیوه حکمرانی را از برادرش یاد بگیرد. اما هنگامی که شاهزاده به شهر می‌رسد، دشمنان ملیک برای بدست آوردن گنج‌های شهر، به آن‌جا حمله می‌کنند. او سرانجام برادرش را پیدا می‌کند و همراه یکدیگر به غار سلیمان می‌روند. ملیک به او می‌گوید که اگر ارتش سلیمان را آزاد کند می‌تواند دشمنانشان را شکست دهند. در این راه شاهزاده سعی می‌کند جلوی برادرش را بگیرد، اما ملیک در نهایت این کار را انجام می‌دهد و به جای آزادشدن ارتش سلیمان، ارتشی شیطانی آزاد می‌شود.
با آزاد شدن ارتش وحشتناک، تمام افرادی که در شهر حضور داشتند به مجسمه شنی تبدیل شدند و تنها شاهزاده و ملیک که نوعی مدال به آن‌ها رسیده بود جان سالم به در می‌برند و از هم جدا می‌شوند. شاهزاده در محل مرموزی، جنی از نژاد مارید به نام راضیه را می‌بیند. راضیه به او می‌گوید که اگر مدال‌ها را به هم بچسباند، راتاش (فرمانده ارتش شیطانی) و تمام ارتش از بین خواهند رفت. شاهزاده هم به دنبال ملیک می‌گردد، اما وقتی او را پیدا می‌کند ملیک حرف او را باور نمی‌کند و می‌گوید که خودش می‌خواهد آن اهریمن را نابود کند. ولی وقتی با راتاش روبه‌رو می‌شود و راتاش را می‌کشد توسط روح راتاش تسخیر می‌شود و راتاش کنترل بدنش را در اختیار می‌گیرد و شاهزاده طبق گفتهٔ راضیه به دنبال شمشیر سلیمان می‌رود و با آن راتاش را نابود می‌کند و وقتی راتاش نابود شد، ملیک زخمی به روی سکوی نبرد پرتاب شد. وقتی شاهزاده می‌خواست به دنبال کمک برود، ملیک گفت که دیگر دیر شده و از طرف من به نزد پدر برو و به او بگو تو پادشاه لایقی هستی که ما را نجات دادی و پس از آن جان خود را از دست داد و شاهزاده نیز شمشیر را به مکانش بازگرداند. در این بازی در برخی صحنه‌ها به زبان فارسی حرف می‌زنند.

## بازتاب‌ها
| گردآورنده  | امتیاز                                                                       |
| ---------- | ---------------------------------------------------------------------------- |
| گیم‌رنکینگز | (PC) 78.22% (Wii) 76.53% (X360) 75.52% (PS3) 74.82% (PSP) 61.75% (DS) 57.33% |
| متاکریتیک  | (Wii) 77/100 (PC) 75/100 (PS3) 75/100 (X360) 74/100 (PSP) 65/100 (DS) 57/100 |

| ناشر                   | امتیاز                      |
| ---------------------- | --------------------------- |
| دستراکتید              | 8.5/10                      |
| اج                     | 6/10                        |
| یوروگیمر               | (Wii) 7/10 (X360) 6/10      |
| گیم اینفورمر           | 8/10                        |
| گیم‌پرو                 | [ ۲۶ ]                      |
| گیم رولیشن             | B−                          |
| گیم‌اسپات               | 7.5/10 (PSP) 6.5/10         |
| گیم‌تریلرز              | (X360) 7.8/10 (Wii) 7.6/10  |
| گیم‌زون                 | 6/10                        |
| جاینت بامب             | [ ۳۵ ]                      |
| آی‌جی‌ان                 | 8/10 (PSP) 6/10 (DS) 4.5/10 |
| جویستیک                | [ ۴۲ ]                      |
| نینتندو پاور           | 8/10                        |
| اواکس‌ام (ایالات متحده) | 7.5/10                      |
| The A.V. Club          | B                           |
| The Daily Telegraph    | 7/10                        |

به‌طور کلی این بازی پس از انتشار با نقدهای مثبتی مواجه شد. گیم‌رنکینگز و متاکریتیک امتیاز ۵۷٫۳۳٪ و ۵۷ از ۱۰۰ را برای نسخه دی‌اس؛ ۷۴٫۸۲٪ و ۷۵ از ۱۰۰ برای نسخه پلی‌استیشن ۳؛ ۶۱٫۷۵٪ و ۶۵ از ۱۰۰ برای نسخه پی‌اس‌پی؛ ۷۵٫۵۲٪ و ۷۴ از ۱۰۰ برای نسخه ایکس‌باکس ۳۶۰؛ ۷۶٫۵۳٪ و ۷۷ از ۱۰۰ برای نسخه وی؛ و ۷۸٫۲۲٪ و ۷۵ از ۱۰۰ برای نسخه PC دادند.